# 紀元前659年
紀元前659年（きげんぜん659ねん）は、西暦（ローマ暦）による年。紀元前1世紀の共和政ローマ末期以降の古代ローマにおいては、ローマ建国紀元95年として知られていた。紀年法として西暦（キリスト紀元）がヨーロッパで広く普及した中世時代初期以降、この年は紀元前659年と表記されるのが一般的となった。

## 他の紀年法
- 干支 : 壬戌
- 日本
  - 皇紀2年
  - 神武天皇2年
- 中国
  - 周 - 恵王18年
  - 魯 - 僖公元年
  - 斉 - 桓公27年
  - 晋 - 献公18年
  - 秦 - 穆公元年
  - 楚 - 成王13年
  - 宋 - 桓公23年
  - 衛 - 文公元年
  - 陳 - 宣公34年
  - 蔡 - 穆侯16年
  - 曹 - 昭公3年
  - 鄭 - 文公14年
  - 燕 - 荘公32年
- 朝鮮
  - 檀紀1675年
- ユダヤ暦 : 3102年 - 3103年

## できごと

### 中国
- 斉・宋・曹の連合軍が聶北に宿営し、邢を救援した。
- 邢が夷儀に国を遷し、斉・宋・曹の連合軍が邢のために築城した。
- 楚が鄭を攻撃した。
- 斉の桓公・魯の僖公・宋の桓公、鄭の文公・曹の昭公・邾人が檉で盟を交わした。
- 魯軍が邾軍を偃で撃破した。
- 魯の季友が軍を率いて莒軍を酈で破り、莒拏を捕らえた。

## 死去
- 魯の哀姜